# أغذية الصحة
أغذية الصحة هو  مصطلح تسويقي يوضح التأثيرات على صحة الإنسان التي تتبع غذاء صحي طبيعي لازم لتغذية الإنسان. فقد تكون الأطعمة التي يتم تسويقها كأغذية صحية جزءًا من فئة واحدة أو أكثر، مثل الأطعمة الطبيعية أو الأطعمة العضوية أو الأطعمة الكاملة أو الأطعمة النباتية أو المكملات الغذائية. ويتم بيع هذه المنتجات في متاجر الأطعمة الصحية أو في أقسام الأغذية الصحية أو العضوية في محلات البقالة. في حين لا يوجد تعريف دقيق لـ "الغذاء الصحي"، فإن إدارة الغذاء والدواء الأمريكية تراقب وتحذر الشركات المصنعة للأغذية من وضع العلامات على الأطعمة باعتبارها لها آثار صحية محددة عندما لا يوجد دليل يدعم مثل هذه الصياغات.

## الإدعاءات الصحية
في الولايات المتحدة، يتم التحكم بالإدعاءات الصحية على ملصقات الحقائق التغذوية للأطعمة بواسطة إدارة الغذاء والدواء الأمريكية (FDA)، بينما يتم تنظيم الإعلانات بواسطة لجنة التجارة الفيدرالية. تقدم عدة بلدان أخرى لوائح بشأن وضع العلامات الغذائية لمعالجة جودة الأطعمة الصحية المحتملة، مثل كندا  والهيئة الأوروبية لسلامة الأغذية.
وفقًا لإدارة الأغذية والدواء الأمريكية (FDA) ، "تصف الادعاءات الصحية وجود علاقة بين الغذاء، أو المكون الغذائي، وتقليل خطر الإصابة بالأمراض أو الحالات المتعلقة بالصحة.
بشكل عام، لا يتم دعم ادعاءات الفوائد الصحية لبعض المواد الغذائية بأدلة علمية ولا يتم تقييمها بواسطة الهيئات التنظيمية الوطنية. بالإضافة إلى ذلك، فقد تم انتقاد البحوث الممولة من قبل الشركات المصنعة أو المسوقين، مما أدى إلى نتائج أكثر إيجابية من تلك التي من الأبحاث الممولة بشكل مستقل.
في حين لا يوجد تعريف دقيق لـ "الغذاء الصحي"، تراقب إدارة الغذاء والدواء وتحذّر شركات تصنيع المواد الغذائية من وضع علامات على الأطعمة باعتبارها لها تأثيرات صحية محددة عندما لا يوجد دليل يدعم مثل هذه العبارات، مثل جهة تصنيع واحدة في عام 2018.

## الاغذية العلاجية
في حالات سوء التغذية، تم استخدام الأطعمة العلاجية الجاهزة للاستخدام بنجاح لتحسين صحة الأطفال الذين يعانون من سوء التغذية.